# Гавриил Лесновски
Гавриил Лесновски (среща се и като Гавраил и Гаврил) е български светец и отшелник, един от тримата следовници на Иван Рилски, заедно с Прохор Пчински и Йоаким Осоговски.
Според житието му, Гавриил е син на болярско семейство от село Осиче, Кривопаланско. Получава добро образование и се жени и с парите на родителите си изгражда църквата „Рождество Богороднично“ в Осиче. След смъртта на съпругата си, Гавриил постъпва в Лесновския манастир и с разрешението на игумена се оттегля в пустинничество близо до Злетово. В търсене на по-усамотено място, той се премества в Луково, а след това в разположения сред гъста гора Орлов връх, където прекарва в пост и молитва цели 30 години. След смъртта на отшелника мощите му са открити и пренесени в Лесновския манастир, където се създава култ към светеца.

## Памет
Мощите на свети Гавриил Лесновски са пренесени в столицата Търново от Калоян или Иван Асен II и са положени в църква на хълма Трапезица, като съдбата им днес е неизвестна.
Образът на свети Гавриил Лесновски присъства често в българските храмове. Паметта на преподобния отшелник се чества от БПЦ на 15 януари, заедно с другия просиял български светец свети Прохор Пчински.
Днес в България няма посветен нито един храм в чест на Свети Гавриил Лесновски.
На йеромонах Гаврил Лесновски е наречена улица в квартал „Симеоново“ в София (Карта).